# Alfarería en la provincia de Ávila

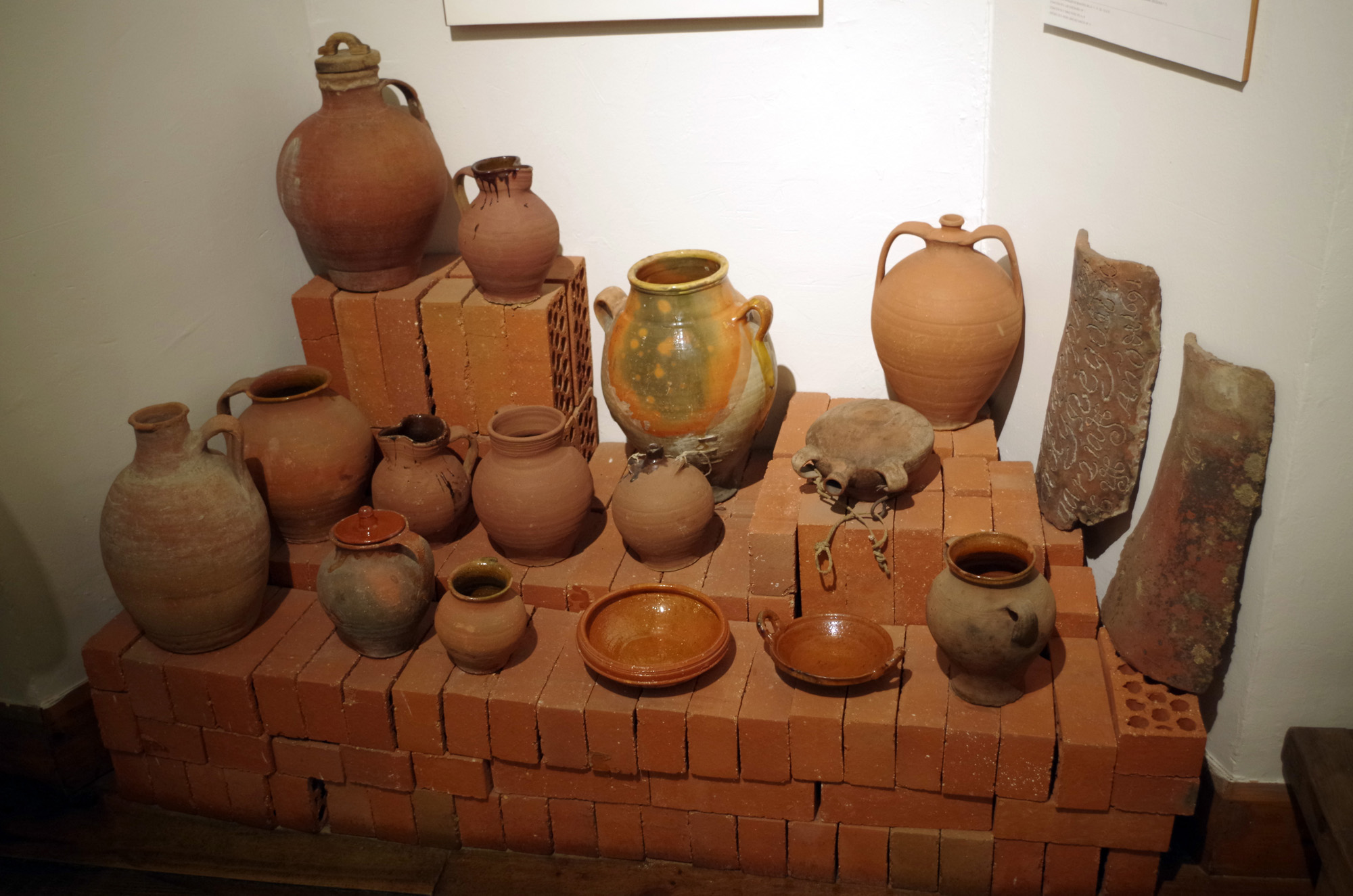
Cerámica tradicional en el Museo de Ávila.

La alfarería en la provincia de Ávila (España), con precedentes arqueológicos datados con anterioridad a la romanización, ha conservado una personalidad aislada, a pesar de las influencias de los alfares de provincias limítrofes como Toledo, Salamanca y el norte extremeño. 
Más allá del importante capítulo arqueológico representado por el yacimiento de Las Cogotas (siglos vi al ii a. C.) y la curiosa cerámica de Boquique, puede rastrearse la actividad alfarera desde el siglo xiii como una primitiva industria de tipo familiar en la producción de piezas de tosca factura, para uso doméstico y funcional, y escasa o nula tecnología. Los antiguos barrios alfareros, como tal artesanía desaparecieron casi por completo a mediados del siglo xx, iniciándose una moderada recuperación a partir de 1980, aunque ya con equipamiento y técnicas cerámicas avanzadas, como tornos y hornos eléctricos, y más orientada a las artes decorativas y el turismo, a través de las ferias anuales organizadas por Avialfar.

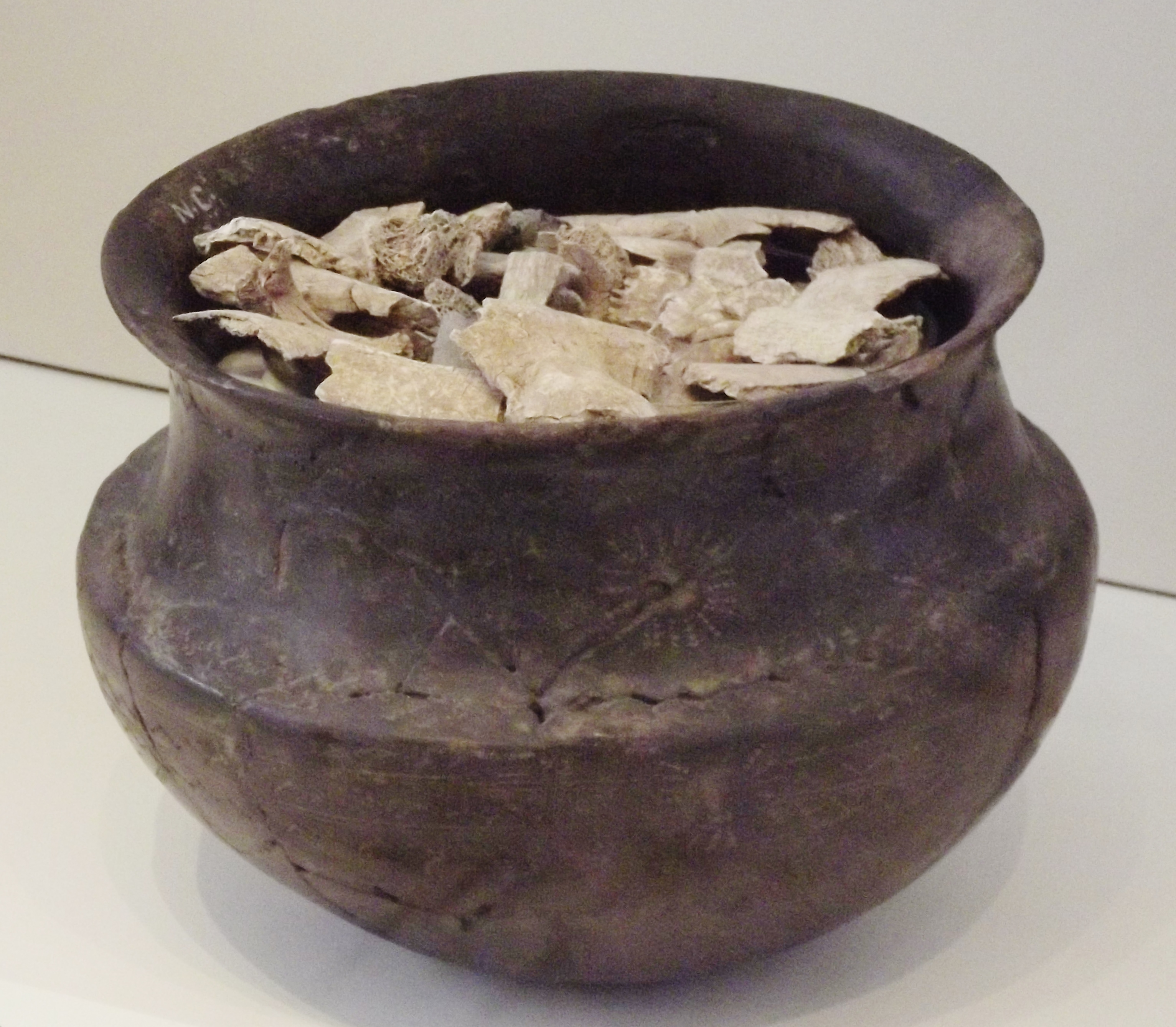
Vasija funeraria vettona de la Necrópolis de Trasguija (Las Cogotas). Museo Arqueológico Nacional (España).

Pueden destacarse los trabajos de campo realizados en la zona entre 1960 y 1978 por etnólogos alemanes y Natacha Seseña, además de las colecciones del Equipo Adobe o las reunidas en el Museo de Ávila y el Museo de Artes y Tradiciones Populares por Guadalupe González-Hontoria.

## Historia
Al margen del capítulo arqueológico, las referencias más antiguas al oficio de la alfarería en tierras abulenses pueden rastrearse ya en el siglo xvi, en las Relaciones topográficas de Felipe II, y en el siglo xviii en el Catastro de Ensenada (1752) y en las Memorias políticas y económicas de Eugenio Larruga (1792). En el xix se censa este oficio en el Diccionario geográfico-estadístico-histórico (1846-1850) de Pascual Madoz, y en el contemporáneo Atlas de España y sus posesiones de Ultramar (1848-1860) de Francisco Coello. En el siglo xx, se registra en La Adrada el taller de Andrés Ortega, alfarero procedente de Alcorcón (Madrid), y cuya producción ha sido continuada por su familia, pero ya con piezas diferentes.

## Alfares más importantes
Por su larga tradición, como focos con mayor tradición, pueden destacarse los talleres de Arenas de San Pedro, Tiñosillos y la Villa de Mombeltrán, si bien estas dos últimas localidades ya no trabajan el barro. En Arenas pone la continuidad en el siglo xxi Cerámicas Jami, con obras esmaltadas y murales, en la línea de la loza esmaltada talaverana y valenciana. Se registra también actividad alfarera en Arévalo, El Bohodón, Navalmoral de la Sierra, Poyales del Hoyo y Sotillo de la Adrada.

## Alfares desaparecidos
A pesar de las buenas arcillas del subsuelo de la zona, se extinguieron ya los alfares de Casavieja (con la desaparición del taller de Remigio Álvarez), o Piedrahíta (donde Emilio Alonso Crespo fabricó los últimos cántaros, tinajas y botijos y ollas para bodas. También hubo alfares en Muñochas, Maello (documentado por el Equipo Adobe) o Cebreros y El Tiemblo, estos dos últimos focos con importante producción de tinajas para almacenar los vinos de la zona. De todos los centros alfareros abulenses perdidos fue quizá el más importante Tiñosillos, «donde a finales de los años treinta había hasta treinta alfarerías dedicadas a la producción de vasijas para agua, piezas para el fuego y tinajas».
Asimismo, el Museo de Ávila guarda piezas procedentes de las excavaciones realizadas en la capital abulense que certifican la existencia de alfares ‘de vasto’ y de loza esmaltada ya desde la Edad Moderna.

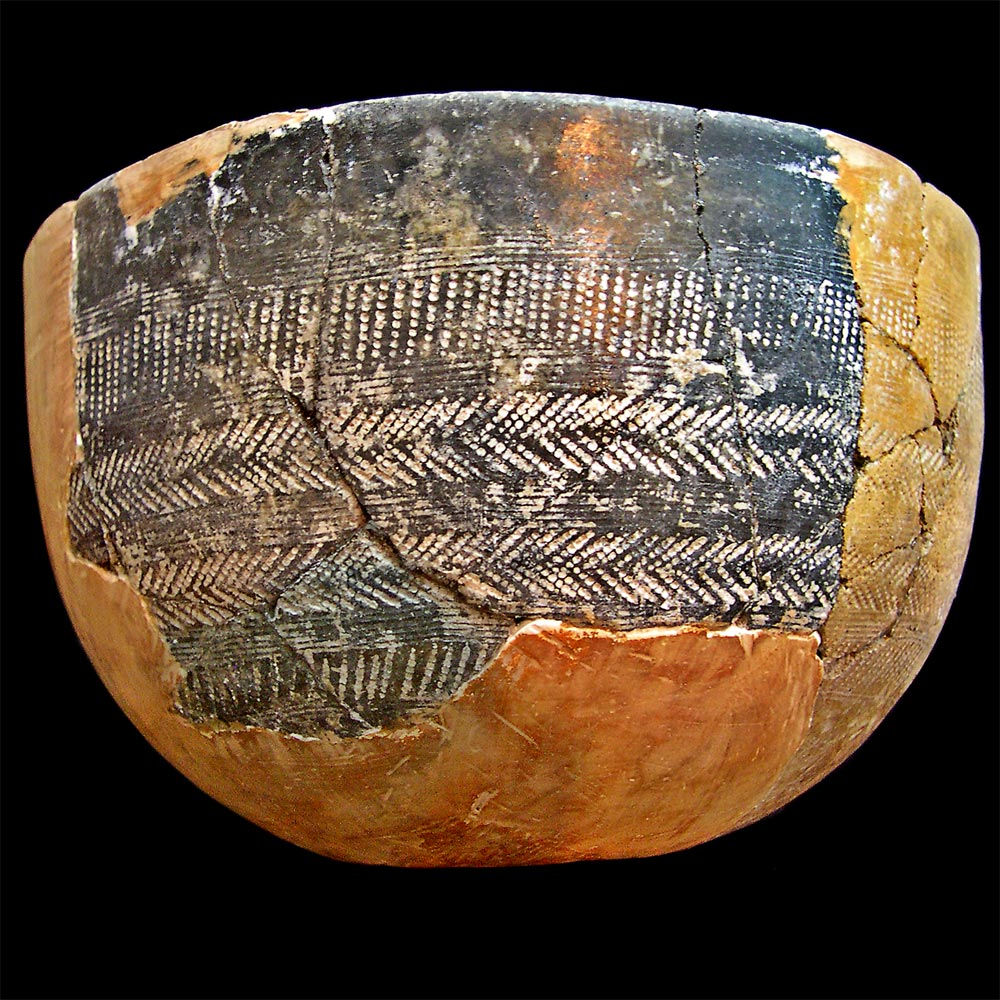
Cerámica ‘a peine’. Segunda Edad del Hierro.
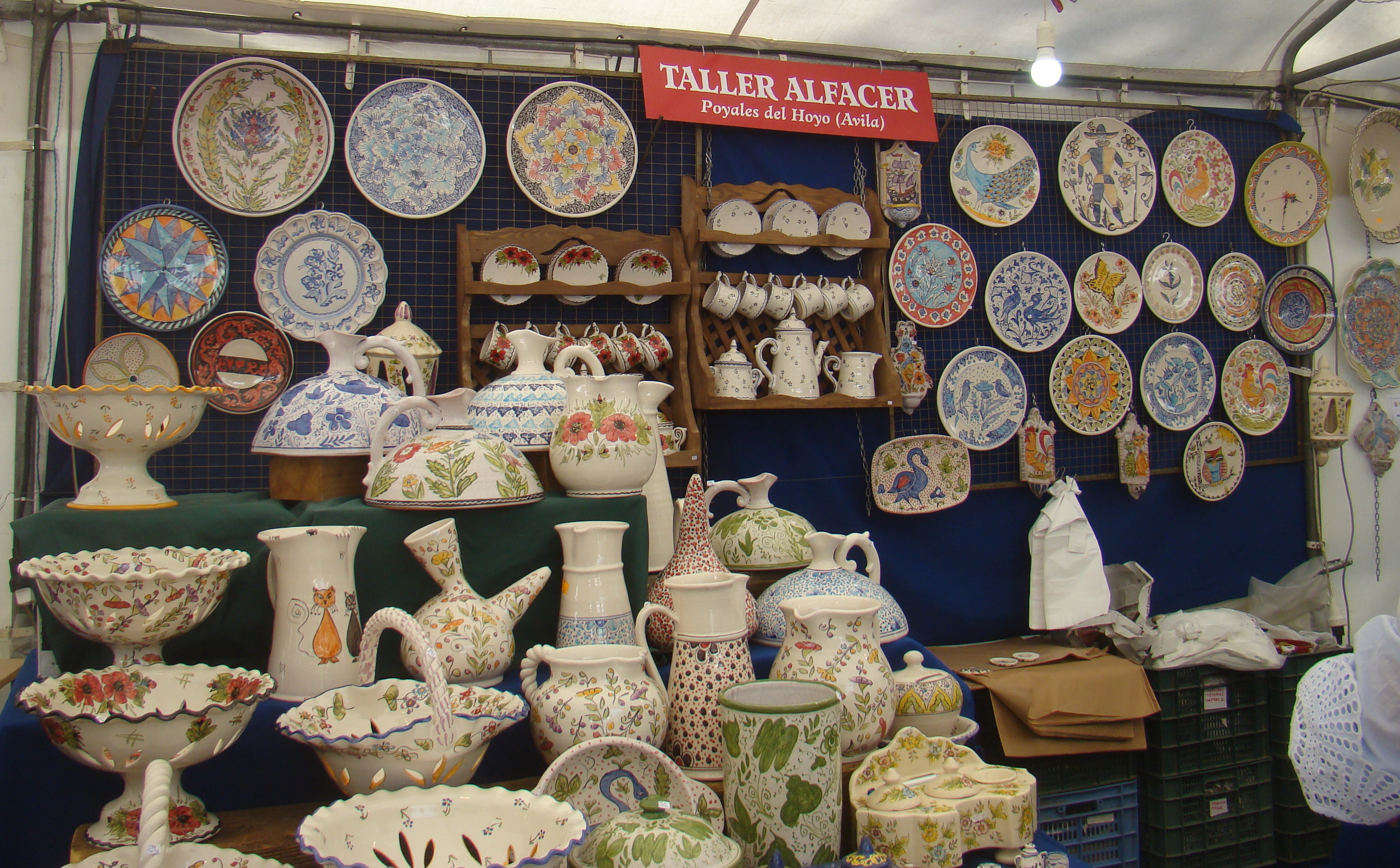
Loza turística de Poyales del Hoyo.
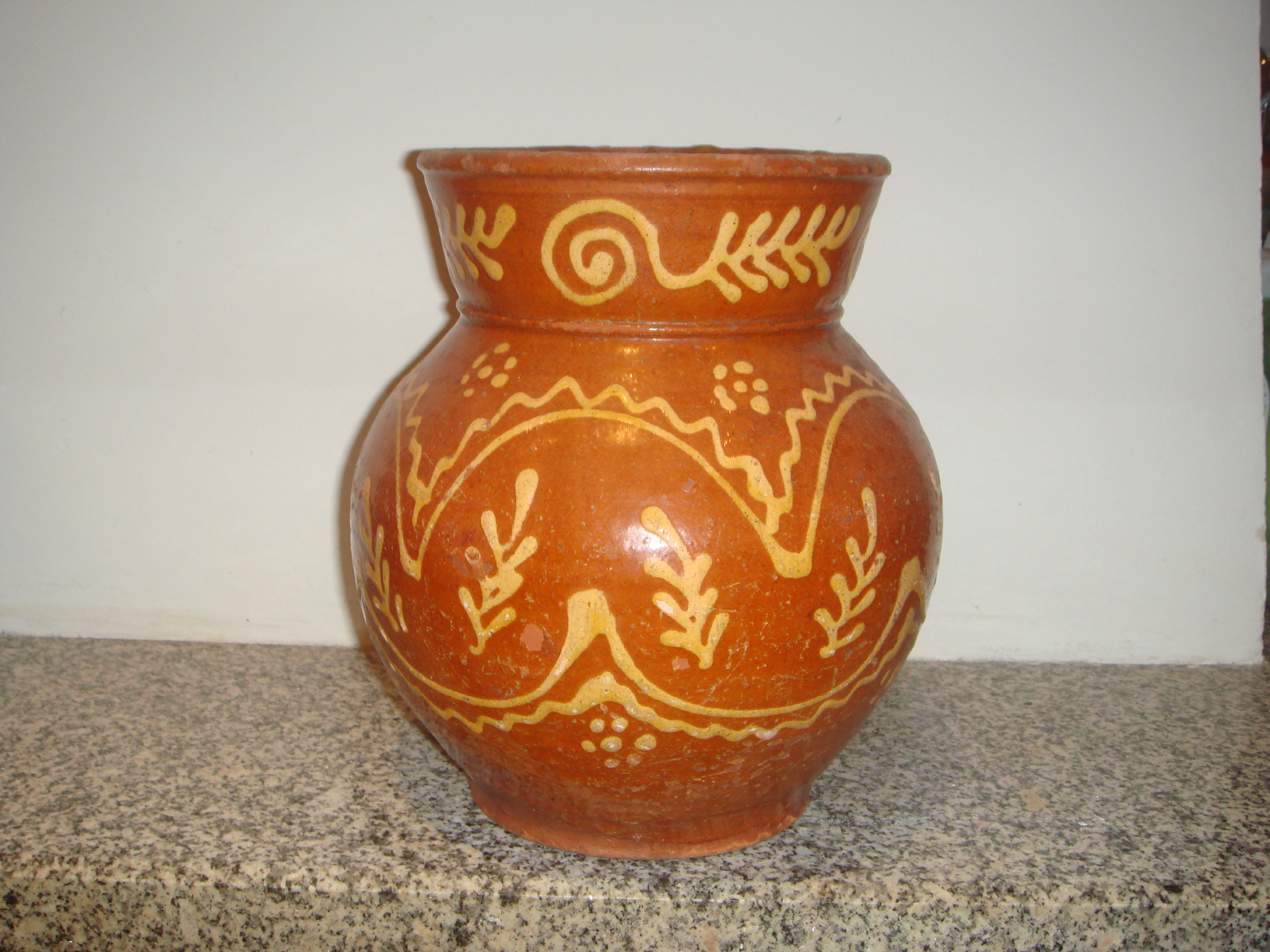
Puchero con decoración de ‘rameados’.
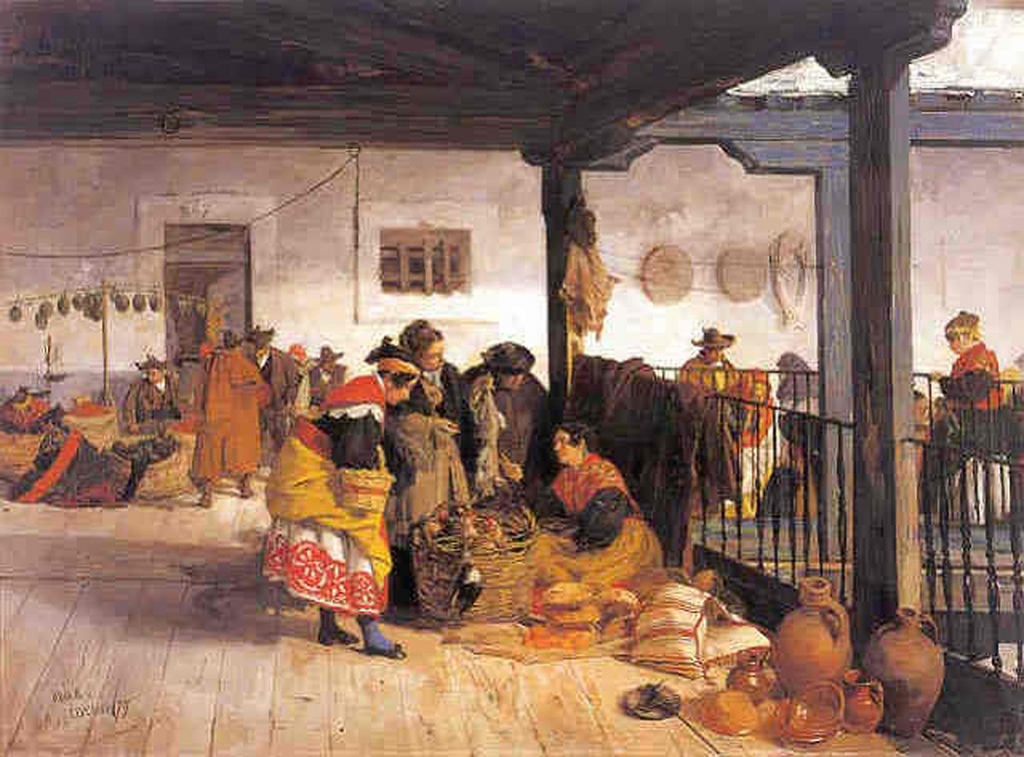
Ángel Lizcano: Mercado en Ávila.